# Gemischschmierung
Die Mischungsschmierung, umgangssprachlich auch als Gemischschmierung bezeichnet, ist eine Form der Motorschmierung. Sie bezeichnet die Schmierung der beweglichen Teile im Verbrennungsmotor durch ein Gemisch aus Kraftstoff und Öl, das  als Zweitaktgemisch bezeichnet wird. Die Mischung ist in verschiedenen Verhältnissen von Öl und Kraftstoff käuflich zu erwerben oder kann auch selbst aus Vergaserkraftstoff und Motorenöl hergestellt werden. Die Motorenhersteller schreiben das für den Betrieb der jeweiligen Typen erforderliche Verhältnis vor. Häufig eingesetzte Mischverhältnisse sind 1 : 25, 1 : 40, 1 : 50 und 1 : 100.
Das im Vergaser erzeugte Kraftstoff-Luft-Gemisch wird zur Vorverdichtung ins Kurbelgehäuse gesaugt, Kraftstoffteile verdunsten, das Öl schlägt sich dort an den Metallteilen nieder und schmiert dadurch Kurbelwellenlager, Pleuellager und Kolben, also alle beweglichen Teile. Es gelangt über die Überströmkanäle in den Brennraum und wird letztlich teils verbrannt, teils als Aerosol über den Auspuff ins Freie abgegeben und ist eine Ursache für das unbefriedigende Abgasverhalten solcher Motoren (insbesondere hinsichtlich unverbrannter Kohlenwasserstoffe).
Die Mischungsschmierung wird fast ausschließlich bei Zweitakt-Ottomotoren mit äußerer Gemischbildung angewendet, die das Kraftstoffgemisch zusammen mit dem Öl über das Kurbelgehäuse ansaugen und daher andernfalls (zum Beispiel bei Zweitakt-Großdieselmotoren) nur aufwendig mit einer Zwangsschmierung mit Kanälen durch Kurbelwelle und Pleuel geschmiert werden könnten.
Problematisch ist bei Fahrzeugantrieben mit Mischungsschmierung der Schlepp- oder Schiebebetrieb (längere Bergabfahrten unter Ausnutzung der Motorbremswirkung), da Drosselklappe oder Gasschieber geschlossen sind und nur sehr wenig Kraftstoff und damit auch Öl an die Schmierstellen gelangt, obwohl der Motor mit erhöhter Drehzahl läuft. Die Bremswirkung der Zweitaktmotoren ist jedoch ohnehin gering, weshalb viele Fahrzeuge mit einem Freilauf ausgerüstet waren.
An konventionellen Viertaktmotoren verbietet sich die Mischungsschmierung in aller Regel, da das Frischgas – auch wenn es Schmieröl enthalten würde – konstruktionsbedingt keinen Kontakt mit schmierbedürftigen Bauteilen hat und direkt vom Vergaser über das Einlassventil in den Brennraum gelangt. Die üblicherweise bei Viertaktern verwendeten Gleitlager an Nockenwelle und Kurbeltrieb erfordern ebenfalls eine Druckumlaufschmierung mit Ölpumpe. Es sind jedoch auch Einzylindermotoren mit Hubräumen zwischen 30 und 70 cm³ auf dem Markt, die den Kurbelgehäuseraum als Pumpe zur Verteilung des Luft-/Kraftstoff-/Öl-Gemisches – zumindest eines abgezweigten Teilstromes der angesaugten Menge – zur Schmierung des wälzgelagerten Kurbeltriebes und Ventiltriebes mitnutzen (beispielsweise Stihl 4-Mix als Antrieb für Handgeräte wie Laubbläser und Motorsensen) und so in gewissen Grenzen die Vorteile beider Verfahren verbinden. Dieser Vorteil besteht durch die Verbindung der geringen Ladungswechselverluste des Viertaktmotors mit der Einfachheit und Lageunabhängigkeit der Mischungsschmierung.
Es gibt auch sehr kleine Viertaktmotoren (ab ca. 4 cm³ Hubraum) mit Glühzündung, die im Modellbau (zum Beispiel ferngesteuerte Autos, Modellflugzeuge etc.) verbaut werden und die mit Mischungsschmierung auskommen, obwohl das Frischgas nicht durch das Kurbelgehäuse gesaugt wird. Der für solche Antriebe vorgesehene Kraftstoff hat jedoch meist einen höheren Ölanteil; den Kurbeltrieb schmiert dann das an der Zylinderwand niedergeschlagene Öl, das als Blowby am Kolben vorbei ins Kurbelgehäuse gelangt.